# Каргашины
Каргашины — русский дворянский род.
Его родоначальник Коргаша Михайлович, боярин при Дмитрии Донском, убит на Куликовом поле. Его потомки в XVI и XVII веках служили в Туле.

## Известные представители
- Каргашин Артемий Прокофьевич - походный стольник (1627-1629).
- Каргашин Леонтий Авдеевич - стряпчий (1692).
- Каргашин Лука Андреевич - московский дворянин (1692)[1].
- Каргашин Александр Игоревич - петропавловский дворянин (2005).